# دوروولجین (زاوخان)
دوروولجین (به لاتین: Dörvöljin) یک منطقهٔ مسکونی در مغولستان است که در استان زوخان واقع شده‌است.